# Club de Yates de Long Beach

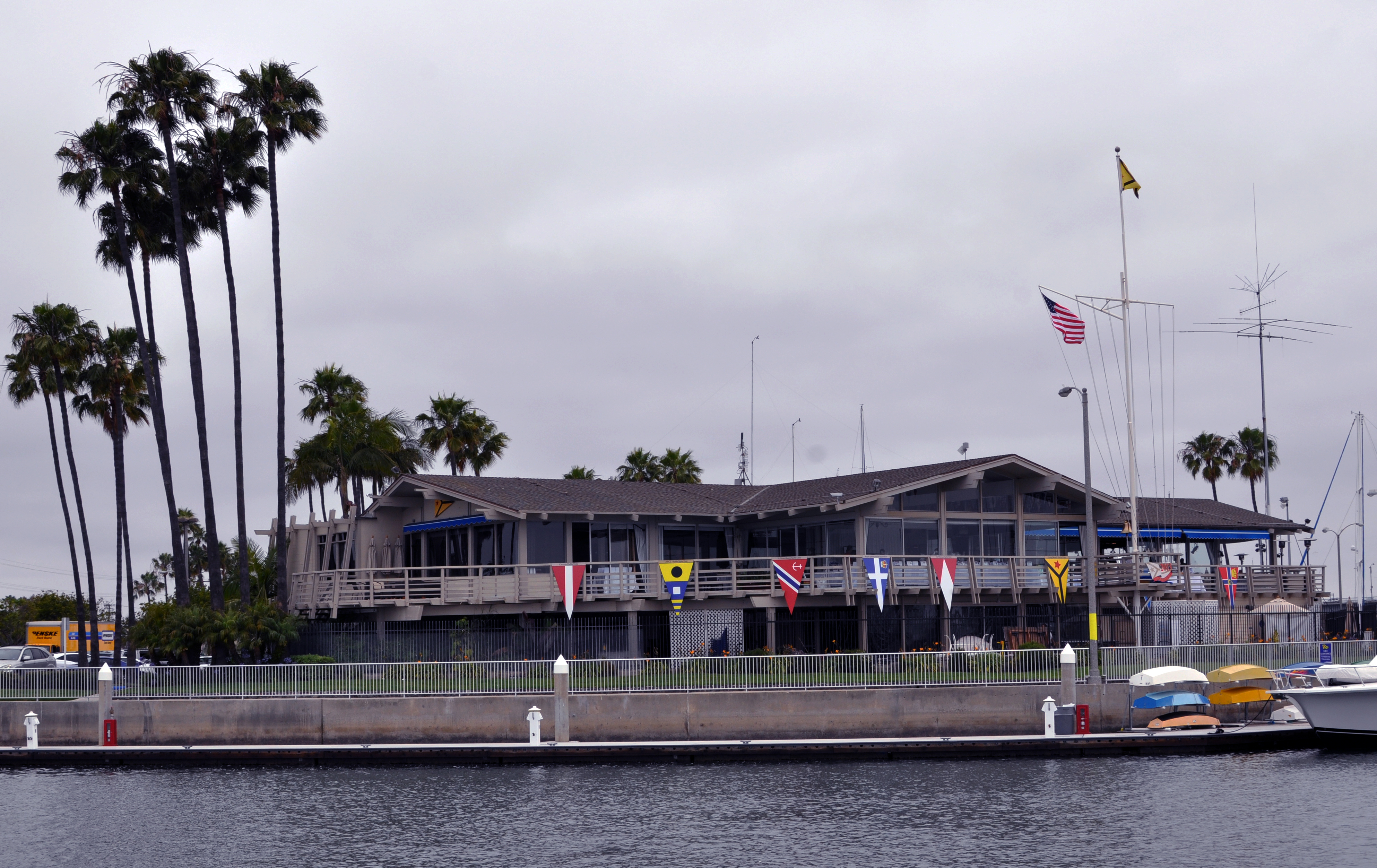
Sede social del club

El Club de Yates de Long Beach (Long Beach Yacht Club en idioma inglés y oficialmente) es un club náutico ubicado en Long Beach, California (Estados Unidos). 

## Historia
Fue fundado en 1929 para organizar una carrera motonáutica entre embarcaciones a motor desde Long Beach hasta San Francisco, con paradas en Santa Bárbara y Monterrey.

## Regatas
Organiza la regata de match race más antigua y famosa de los Estados Unidos desde 1965, la Congressional Cup. Los preciados bléisers de color carmesí que reciben los ganadores son en el mundo de la vela el equivalente a las chaquetas verdes del masters en el mundo del golf. Patrones de la talla de Ted Turner, Dennis Conner, Ed Baird, Dean Barker, James Spithill o Paul Cayard son poseedores del bléiser.

## Copa América
Presentó un desafío a la Copa América 2021, eligiendo al equipo Stars & Stripes Team USA de Mike Buckley y Taylor Canfield para competir, pero renunció el 7 de diciembre de 2020.